# Mattia Graffiedi
Mattia Graffiedi (Cesenatico, 26 maggio 1980) è un allenatore di calcio ed ex calciatore italiano, di ruolo attaccante, tecnico del Progresso.

## Caratteristiche tecniche
Attaccante agile e veloce, giocava come punta esterna o seconda punta. In condizioni di emergenza poteva essere impiegato anche come prima punta.

## Carriera

### Calciatore

#### Club

##### Gli esordi
Dopo gli esordi con Pinarella, Cesenatico e G. S. Bakia, entra a 8 anni nel settore giovanile del Cesena. Con la squadra Primavera bianconera conquista il terzo posto nel campionato nazionale 1997-1998 dietro a Roma e Atalanta.
Nel frattempo esordisce in Serie B con la prima squadra, allenata da Alberto Cavasin, e contribuisce alla salvezza della squadra segnando 4 gol. Notato dalle principali squadre italiane, viene acquistato dal Milan per la cifra di 15 miliardi di lire.
Dopo aver rifiutato il prestito al Verona, subisce un grave infortunio al ginocchio che lo tiene lontano dal campo nella stagione 1999-2000; nell'estate 2000 passa in prestito alla Ternana. Chiuso da Corrado Grabbi, Massimo Borgobello e Fabrizio Miccoli, non viene mai impiegato, e a gennaio decide di tornare al Cesena che nel frattempo è retrocesso in Serie C1. A luglio 2001, dopo il rinnovo della comproprietà tra Milan e Cesena, va in prestito al Napoli, con cui gioca con continuità in Serie B totalizzando 25 presenze e 3 reti.

##### L'affermazione ad Ancona, Firenze e Modena
Nell'estate 2002 passa all'Ancona guidato da Gigi Simoni: nelle Marche, impiegato come spalla di Maurizio Ganz, totalizza 37 presenze e 9 gol segnati con cui contribuisce alla promozione in Serie A segnalandosi come uno dei migliori della squadra.
Voluto da Cavasin, si trasferisce l'anno successivo alla Fiorentina, in prestito dal Milan che ne aveva riscattato la comproprietà dal Cesena; con i viola ottiene la sua seconda promozione nella massima serie, questa volta al fianco di Christian Riganò. Non riscattato dalla Fiorentina, passa in prestito al Siena dove ritrova Simoni; vi rimane fino all'esonero del tecnico, a gennaio, subendo ripetute contestazioni dai tifosi. Nel mercato invernale si trasferisce al Modena, dove rimane in prestito anche per la stagione 2005-2006: impiegato nel tridente con Cristian Bucchi e Roberto Colacone, realizza 6 reti e la squadra raggiunge i play-off.

##### Ancora in Serie B: Triestina, Grosseto e il triennio a Piacenza
Nella stagione successiva il Milan, ancora detentore del cartellino, lo cede in comproprietà alla Triestina, dove rimane per una stagione e mezza offrendo un rendimento inferiore alle attese, anche a causa di diversi infortuni. Nel gennaio 2008 si trasferisce in prestito al neopromosso Grosseto, sempre in Serie B, dove ritrova Stefano Pioli, che lo aveva allenato nel Modena.
Il 23 giugno 2008 viene acquistato a titolo definitivo dalla Triestina, ma il 26 agosto successivo viene ceduto al Piacenza allenato da Pioli: nella sua prima annata colleziona 23 presenze e 4 reti, tra cui la rete dell'1-1 finale al Tardini nel derby del Ducato con il Parma. Nella stagione 2009-2010 è nuovamente vittima di numerosi infortuni, che limitano a sole 11 le sue presenze in campionato, senza segnare.
Nella stagione successiva gioca da titolare nell'attacco piacentino assieme a Cacia e Guzmán. Pur limitato da un nuovo infortunio, che lo tiene fuori tre mesi, disputa la sua miglior stagione con la formazione biancorossa, nella quale realizza 7 reti, oltre ad un gol nei playout contro l'AlbinoLeffe, non sufficiente però a garantire la salvezza degli emiliani. A fine stagione rimane svincolato a causa della scadenza del contratto.

##### Gubbio, ritorno al Cesena e San Marino
Il 27 ottobre 2011 viene ingaggiato dal Gubbio, neopromosso in Serie B, dove ritrova Gigi Simoni, suo allenatore all'Ancona. Con la formazione umbra totalizza 23 presenze e 6 gol, senza evitare la retrocessione in Prima Divisione.
Il 31 luglio 2012 torna al Cesena, firmando un contratto annuale. Nella prima partita con la maglia cesenate, il secondo turno di Coppa Italia contro la Pro Vercelli, va subito a segno realizzando il gol del decisivo 2-1 nei tempi supplementari. Il 9 settembre successivo nella partita persa per 4-1 in casa del Novara veste per la prima volta la fascia da capitano in seguito all'espulsione di Manuel Iori. Nella partita contro la Juve Stabia del 4 maggio 2013 si infortuna al ginocchio sinistro subendo una lesione al legamento crociato anteriore che lo tiene fuori per 8 mesi. A fine stagione resta svincolato, e nel mese di settembre si accorda con il San Marino, militante in Lega Pro Prima Divisione. Fa il suo debutto con i biancazzurri sammarinesi il 18 ottobre successivo nella partita pareggiata per 1-1 contro il Savona. Termina la stagione con 6 presenze all'attivo. Rimasto svincolato, nell'ottobre 2014 annuncia il suo ritiro a causa dei postumi dell'infortunio al ginocchio avuto quando vestiva la maglia del Cesena.

#### Nazionale
Nel 1996 esordisce con la maglia azzurra nella nazionale Under-16. Nel 1999 fa parte della nazionale Under-18 che in Svezia diventa vicecampione d'Europa e vince il premio come miglior giocatore del torneo. Graffiedi vanta 11 presenze e due gol in nazionale U-18 tra il 1998 e il 1999 e una presenza in nazionale Under-20 lo stesso anno.

### Allenatore
Nel 2016 diventa l'allenatore della scuola calcio del Forlì. Passa, poi, alla guida dei giovanissimi nazionali. Nella stagione 2018-2019 passa alla guida della Juniores Nazionale del Forlì.
Il 28 gennaio 2022, a seguito dell'esonero di Massimo Gadda e dopo le dimissioni nel giro di un giorno del suo successore designato Oscar Farneti, Graffiedi viene promosso ad allenatore della prima squadra del Forlì esordendo nel campionato di Serie D il 30 gennaio successivo con una vittoria contro l'Alcione. Nello scampolo di stagione sotto la guida di Graffiedi i biancorossi ottengono la salvezza con diverse giornate di anticipo, concludendo il campionato al nono posto dopo essere stati per alcune giornate in corsa per l'accesso ai play-off promozione.
Confermato anche per la stagione 2022-2023, guida i biancorossi al sesto posto finale con 57 punti, mancando l'accesso ai play-off all'ultima giornata per i risultati degli scontri diretti nei confronti di Real Forte Querceta e Corticella; il 18 maggio successivo viene annunciato dai romagnoli la rescissione consensuale del rapporto con Graffiedi.
Il 30 maggio 2025 viene annunciato come allenatore per la stagione 2025-2026 del Progresso, altra compagine militante in Serie D, .

## Statistiche

### Presenze e reti nei club
| Stagione         | Squadra          | Campionato       | Campionato | Campionato | Coppe nazionali | Coppe nazionali | Coppe nazionali | Coppe continentali | Coppe continentali | Coppe continentali | Altre coppe | Altre coppe | Altre coppe | Totale | Totale |
| Stagione         | Squadra          | Comp             | Pres       | Reti       | Comp            | Pres            | Reti            | Comp               | Pres               | Reti               | Comp        | Pres        | Reti        | Pres   | Reti   |
| ---------------- | ---------------- | ---------------- | ---------- | ---------- | --------------- | --------------- | --------------- | ------------------ | ------------------ | ------------------ | ----------- | ----------- | ----------- | ------ | ------ |
| 1997-1998        | Cesena           | C1               | 0          | 0          | CI+CI-C         | 0               | 0               | -                  | -                  | -                  | -           | -           | -           | 0      | 0      |
| 1998-1999        | Cesena           | B                | 15         | 4          | CI              | 0               | 0               | -                  | -                  | -                  | -           | -           | -           | 15     | 4      |
| 1999-2000        | Milan            | A                | 0          | 0          | CI              | 0               | 0               | UCL                | 0                  | 0                  | -           | -           | -           | 0      | 0      |
| 2000-gen. 2001   | Ternana          | B                | 0          | 0          | CI              | 0               | 0               | -                  | -                  | -                  | -           | -           | -           | 0      | 0      |
| gen.-giu. 2001   | Cesena           | C1               | 16         | 1          | CI+CI-C         | -               | -               | -                  | -                  | -                  | -           | -           | -           | 16     | 1      |
| 2001-2002        | Napoli           | B                | 25         | 3          | CI              | 2               | 0               | -                  | -                  | -                  | -           | -           | -           | 27     | 3      |
| 2002-2003        | Ancona           | B                | 37         | 9          | CI              | 5               | 1               | -                  | -                  | -                  | -           | -           | -           | 42     | 10     |
| 2003-2004        | Fiorentina       | B                | 40+1       | 8          | CI              | 0               | 0               | -                  | -                  | -                  | -           | -           | -           | 41     | 8      |
| 2004-gen. 2005   | Siena            | A                | 13         | 0          | CI              | 1               | 0               | -                  | -                  | -                  | -           | -           | -           | 14     | 0      |
| gen.-giu. 2005   | Modena           | B                | 16         | 4          | CI              | -               | -               | -                  | -                  | -                  | -           | -           | -           | 16     | 4      |
| 2005-2006        | Modena           | B                | 26+2       | 6          | CI              | 0               | 0               | -                  | -                  | -                  | -           | -           | -           | 28     | 6      |
| Totale Modena    | Totale Modena    | Totale Modena    | 42+2       | 10         |                 | 0               | 0               |                    | -                  | -                  |             | -           | -           | 44     | 10     |
| 2006-2007        | Triestina        | B                | 29         | 3          | CI              | 4               | 1               | -                  | -                  | -                  | -           | -           | -           | 33     | 4      |
| 2007-gen. 2008   | Triestina        | B                | 16         | 0          | CI              | 3               | 1               | -                  | -                  | -                  | -           | -           | -           | 19     | 1      |
| Totale Triestina | Totale Triestina | Totale Triestina | 45         | 3          |                 | 7               | 2               |                    | -                  | -                  |             | -           | -           | 52     | 5      |
| gen.-giu. 2008   | Grosseto         | B                | 21         | 6          | CI              | -               | -               | -                  | -                  | -                  | -           | -           | -           | 21     | 6      |
| 2008-2009        | Piacenza         | B                | 23         | 4          | CI              | 0               | 0               | -                  | -                  | -                  | -           | -           | -           | 23     | 4      |
| 2009-2010        | Piacenza         | B                | 11         | 0          | CI              | 0               | 0               | -                  | -                  | -                  | -           | -           | -           | 11     | 0      |
| 2010-2011        | Piacenza         | B                | 29+2       | 7+1        | CI              | 1               | 0               | -                  | -                  | -                  | -           | -           | -           | 32     | 8      |
| Totale Piacenza  | Totale Piacenza  | Totale Piacenza  | 63+2       | 11+1       |                 | 1               | 0               |                    | -                  | -                  |             | -           | -           | 66     | 12     |
| ott. 2011-2012   | Gubbio           | B                | 23         | 6          | CI              | 1               | 0               | -                  | -                  | -                  | -           | -           | -           | 24     | 6      |
| 2012-2013        | Cesena           | B                | 21         | 3          | CI              | 2               | 2               | -                  | -                  | -                  | -           | -           | -           | 23     | 5      |
| Totale Cesena    | Totale Cesena    | Totale Cesena    | 52         | 8          |                 | 2               | 2               |                    | -                  | -                  |             | -           | -           | 54     | 10     |
| set. 2013-2014   | San Marino       | 1D               | 6          | 0          | CI-LP           | -               | -               | -                  | -                  | -                  | -           | -           | -           | 6      | 0      |
| Totale carriera  | Totale carriera  | Totale carriera  | 372        | 65         |                 | 19              | 5               |                    | -                  | -                  |             | -           | -           | 391    | 70     |

### Statistiche da allenatore
Statistiche aggiornate al 7 maggio 2023.
| Stagione        | Squadra         | Campionato      | Campionato | Campionato | Campionato | Campionato | Coppe nazionali | Coppe nazionali | Coppe nazionali | Coppe nazionali | Coppe nazionali | Coppe continentali | Coppe continentali | Coppe continentali | Coppe continentali | Coppe continentali | Altre coppe | Altre coppe | Altre coppe | Altre coppe | Altre coppe | Totale | Totale | Totale | Totale | % Vittorie | Piazzamento |
| Stagione        | Squadra         | Comp            | G          | V          | N          | P          | Comp            | G               | V               | N               | P               | Comp               | G                  | V                  | N                  | P                  | Comp        | G           | V           | N           | P           | G      | V      | N      | P      | %          | Piazzamento |
| --------------- | --------------- | --------------- | ---------- | ---------- | ---------- | ---------- | --------------- | --------------- | --------------- | --------------- | --------------- | ------------------ | ------------------ | ------------------ | ------------------ | ------------------ | ----------- | ----------- | ----------- | ----------- | ----------- | ------ | ------ | ------ | ------ | ---------- | ----------- |
| gen.-giu. 2022  | Forlì           | D               | 20         | 9          | 5          | 6          | CI-D            | -               | -               | -               | -               | -                  | -                  | -                  | -                  | -                  | -           | -           | -           | -           | -           | 20     | 9      | 5      | 6      | 45,00      | 9º          |
| 2022-2023       | Forlì           | D               | 38         | 16         | 9          | 13         | CI-D            | 1               | 0               | 0               | 1               | -                  | -                  | -                  | -                  | -                  | -           | -           | -           | -           | -           | 39     | 16     | 9      | 14     | 41,03      | 6º          |
| Totale carriera | Totale carriera | Totale carriera | 58         | 25         | 14         | 19         |                 | 1               | 0               | 0               | 1               |                    | -                  | -                  | -                  | -                  |             | -           | -           | -           | -           | 59     | 25     | 14     | 20     | 42,37      |             |